# Казе Галоне (Болоња)
Казе Галоне (итал. Case Gallone) је насеље у Италији у округу Болоња, региону Емилија-Ромања.
Према процени из 2011. у насељу је живело 24 становника. Насеље се налази на надморској висини од 50 м.